# Honování
Honování je dokončovací technologie, jež má za cíl zajistit dokonalou jakost povrchu. Honují se válcové součásti: vnitřní plochy.
Dosahovaná přesnost IT 5, Ra 0,1.
Cíl:
- Odstranění vlnitosti povrchu
- Odstranění ovality
- Odstranění kuželovitosti

Nástroj:
- Honovací hlava

Používá se k dokončování válců spalovacích motorů, kompresorů a hydraulických zařízení. Je to v podstatě broušení honovacími kameny, upnutými v honovací hlavě a přitlačovanými na obráběnou plochu. Honovací hlava koná při práci složený pohyb – otáčivý a přímočarý ve směru své osy. Nastavení rozměru a přítlačné síly se děje pomocí rozpínacích kuželů. Přídavek na honování se volí podle druhu obráběného materiálu a bývá 0,02 až 0,08 mm. K chlazení a odplavování brusiva se používá olej s parafínem nebo sířený olej. Brousících kamenů bývá 3 až 12 podle průměru díry. Pro různé materiály se používají různé brousící kameny:
- Litina – karborundum
- Ocel – umělý korund
- SK – diamant

Honováním se dosahuje přesnosti IT 5 a drsnosti povrchu Ra 0,1 až 0,2, dále se dosahuje vysoké geometrické přesnosti tvaru, odstraňuje se ovalita, kuželovitost a vlnitost ploch.